# تركي بن عبد الله بن جلوي آل سعود
الأمير تركي بن عبد الله بن جلوي بن تركي آل سعود من مواليد مكة المكرمة، والده هو الأمير عبد الله بن جلوي بن تركي آل سعود تعلم الشجاعة والفروسية وشارك مع الملك عبد العزيز وعينه الملك سعود أميرًا على تبوك.

## الزوجات
- الأميرة حصة بنت ناصر بن فرحان آل سعود.
- الأميرة نورة بنت محمد بن عبد الرحمن آل سعود.
- الأميرة عبطة بنت سعود بن عبد العزيز آل سعود.
- الأميرة الجوهرة بنت فيصل بن سعد بن سعود آل سعود.

## الأبناء
- الأمير فيصل بن تركي بن عبد الله آل سعود. له من الأبناء الأمير عبد الله، الأميرة جواهر، الأمير سعود، الأمير فهد، الأميرة مها، الأمير بندر، والأمير خالد.
- الأمير محمد بن تركي بن عبد الله آل سعود.
- الأمير فهد بن تركي بن عبد الله آل سعود.

## بناته
- الأميرة جهير بنت تركي بن عبد الله آل سعود.
- الأميرة سارة بنت تركي بن عبد الله آل سعود.

## وفاته
توفي الأمير تركي بن عبد الله بن جلوي في تبوك عن عمر يناهز 88 سنة ودفن في مقبرة العود.